# Resolución 721 del Consejo de Seguridad de las Naciones Unidas
La resolución 721 del Consejo de Seguridad de las Naciones Unidas, adoptada por unanimidad el 27 de noviembre de 1991, después de reafirmar la resolución 713 (1991) sobre la situación en la RFS de Yugoslavia, el Consejo apoyó fuertemente los esfuerzos del Secretario General Javier Pérez de Cuéllar y su emisario personal para ayudar a terminar los conflictos en partes del país, con la esperanza de establecer una misión de mantenimiento de la paz.
Sin embargo, el Consejo observó que el despliego de una misión del mantenimiento de la paz no puede tomar lugar sin que los beligerantes involucrados supervisen completamente los acuerdos del alto al fuego ser firmados. La resolución también observó que el conflicto examinaría recomendaciones del Secreto General, incluyendo la recomendación de la posibilidad del establecimiento de una misión de mantenimiento de paz en la región.